# SmitFraud
SmitFraud of W32/SmitFraud.A is een computervirus dat veelal op computers wordt geïnstalleerd via adware. Een van de meest in het oog springende eigenschappen is dat het de desktop van de gebruiker wijzigt in een blue screen of death.
SmitFraud kan worden gedetecteerd maar niet verwijderd door Spybot Search and Destroy. Een (gratis) programma dat dat wel kan is SmitFraudFix.